# Генеральный совет судебной власти
Генеральный совет судебной власти (исп. Consejo General del Poder Judicial) — орган управления судебной власти, существующий в Королевстве Испания.

## Структура
Согласно законодательству Генеральный совет имеет следующую структуру:
- председатель;
- вице-председатель;
- пленум;
- постоянная комиссия;
- квалификационная комиссия.

## Состав
Генеральный совет состоит из председателя и 20 членов.
Председатель совета одновременно является Председателем Верховного суда. Им может стать судья или юрист, имеющий стаж работы по юридической  более 15 лет. Председатель назначается по предложению 3/5 голосов членов Совета. Данное предложение принимается на организационном заседании. Назначение оформляется королевским декретом, который контрассигнуется Председателем Правительства. Повторное назначение возможно один раз.
Члены совета назначаются королём Испании сроком на 5 лет. 12 из них судьями из судей всех категорий из своей среды и 8 — из числа опытных адвокатов и других юристов, работающих по юридической специальности более 15 лет. Членам (гласным) Генерального совета не разрешается совмещать какие-либо занятия, кроме простого управления своим личным или семейным имуществом. Они обладают иммунитетами, которые присущи судьям Верховного суда.

## Полномочия
К полномочиям Генерального совета относятся назначение, перемещение по должности судей и магистратов, регулирование их административного статуса и дисциплинарных отношений. Кроме того, Совет предлагает Королю для назначения кандидатуру председателя Верховного суда.